# 三角錐柱
在幾何學中，三角錐柱是指底面為三邊形的錐柱體，或是將底面全等的三角錐與三角柱疊合所形成的立體。若底面為正三角形則稱為正三角錐柱。三角錐柱具有7個面、12個邊、和7個頂點，每個三角錐柱皆為一個七面體。

## 正三角錐柱
考慮一個正三角錐柱，若每個面皆為正多邊形則為92種詹森多面體（J7）中的其中一個，也是錐柱體的一種，可由正多面體中的正四面體（正三角錐）與三角柱於相等大小的三角形面接合而組成。這92種詹森立體最早在1966年由Johnson Norman命名並給予描述。
正三角錐柱是一個特殊的三角錐柱，除了是詹森多面體之外，其體積與表面積皆有公式可以計算，當邊長為a時：
{\displaystyle V=\left[{\frac {1}{12}}({\sqrt {2}}+3{\sqrt {3}})\right]a^{3}\approx 0.550864a^{3}}
{\displaystyle A=(3+{\sqrt {3}})a^{2}\approx 4.73205a^{2}}
如果邊長不相等則將圖形切割成三角錐與三角柱分開計算體積再相加，表面積則須扣掉重複的一個底面。

### 對偶多面體
三角錐柱為自身對偶，但有的三角錐柱對偶會出現角度不同的情形，如詹森多面體的正三角錐柱，其對偶為正三角錐台錐，與原本形狀不完全相同，但擁有相同的歐拉特徵數與對稱群。
詹森多面體正三角錐柱的對偶同為七面體，具有7個面：3個等腰三角形、3個等腰梯形和一個正三角形。
| 正三角錐柱的對偶 | 對偶的展開圖 |
| ---------------- | ------------ |
|                  |              |

## 相關多面體
| 二角錐柱 | 三角錐柱 | 四角錐柱 | 五角錐柱 | 六角錐柱 | 七角錐柱 | ... | 圓錐柱 |
| -------- | -------- | -------- | -------- | -------- | -------- | --- | ------ |
|          |          |          |          |          |          |     |        |

## 外部連結
- 埃里克·韦斯坦因. . MathWorld.